# 塔玛拉·霍拉切克
塔玛拉·霍拉切克（法語：Tamara Horacek，1995年11月5日—），法国女子手球运动员，2016年夏季奥林匹克运动会女子银牌得主、2021年世界女子手球锦标赛银牌得主、2023年世界女子手球锦标赛金牌得主、2024年夏季奥林匹克运动会女子银牌得主。